# Mottramite
La mottramite est un minéral de la classe des vanadates. Il a été nommé d'après la ville de Mottram (comté de Cheshire, Grande-Bretagne), où il a été découvert en 1876. Il appartient au groupe de minéraux adélite-descloizite.

## Caractéristiques
Chimiquement c'est un vanadate de plomb et cuivre hydroxylé. Comme les membres du groupe de l'adélite-descloizite à laquelle elle appartient, elle cristallise dans le système orthorhombique. La mottramite est l'analogue avec le cuivre de la descloizite, également de ce groupe. Elle forme une série de solution solide avec la descloizite, dans laquelle la substitution progressive du cuivre par le zinc va donner les différents minéraux de la série. Une seconde série est celle qu'elle forme avec la duftite, dans laquelle le vanadium est remplacé par l'arsenic. En plus des éléments de sa formule, PbCu(VO4)(OH), elle peut contenir comme impureté des petites quantités de zinc. Il peut être extrait avec d'autres minéraux comme minerai de plomb et de cuivre.

## Classification
Selon la classification de Nickel-Strunz, la mottramite appartient à "08.BH: Phosphates, etc. avec des anions supplémentaires, sans H2O, avec des cations de taille moyenne  et grande, (OH, etc.):RO4 = 1:1", avec les minéraux suivants : thadeuite, durangite, isokite, lacroixite, maxwellite, panasqueiraïte, tilasite, drugmanite, bjarébyite, cirrolite, kulanite, penikisite, perloffite, johntomaïte, bertossaïte, palermoïte, carminite, sewardite, adélite, arsendescloizite, austinite, cobaltaustinite, conichalcite, duftite, gabrielsonite, nickelaustinite, tangéite, gottlobite, hermannroséite, čechite, descloizite, pyrobelonite, bayldonite, vésigniéite, paganoïte, jagowerite, carlgieseckeite-(Nd), attakolite et leningradite.

## Formation et gisements
C'est un minéral très commun qui se forme comme minéral secondaire. Il se trouve fréquemment, principalement dans la zone d'oxydation de gisements d'autres minéraux, normalement des minéraux métalliques contenant du vanadium. Il est généralement associé à d'autres minéraux tels que la vanadinite, la pyromorphite, la mimétite, la descloizite, la cérusite, la duftite, la wulfénite, l'azurite et la dioptase.

## Variétés
La duhamelite est une variété de mottramite qui contient du calcium et du bismuth, généralement avec un habitus aciculaire, discréditée par l'IMA en tant qu'espèce depuis 2002. Elle a été trouvée à l'origine à Lousy Gulch, district de Payson, Arizona, États-Unis.